# Aptilotus luctuosus
Aptilotus luctuosus är en tvåvingeart som först beskrevs av Arnold Spuler 1925.  Aptilotus luctuosus ingår i släktet Aptilotus och familjen hoppflugor. Inga underarter finns listade i Catalogue of Life.